# Анархизм и идеи Фридриха Ницше
Отношения между анархизмом и Фридрихом Ницше были неоднозначными. Хотя Ницше критиковал анархизм, его мысли оказали влияние на некоторых анархистов. Несмотря на отрицательное отношение к анархистам. взгляды Ницше во многом совпадали с их взглядами: его ненависть к государству, его отвращение к бессмысленному социальному поведению «стад», его антитеизм, его недоверие к влиянию рынка и государства на культурное производство; его стремление к «сверхчеловеку», то есть к новому человеку, который не должен был быть ни господином, ни рабом.

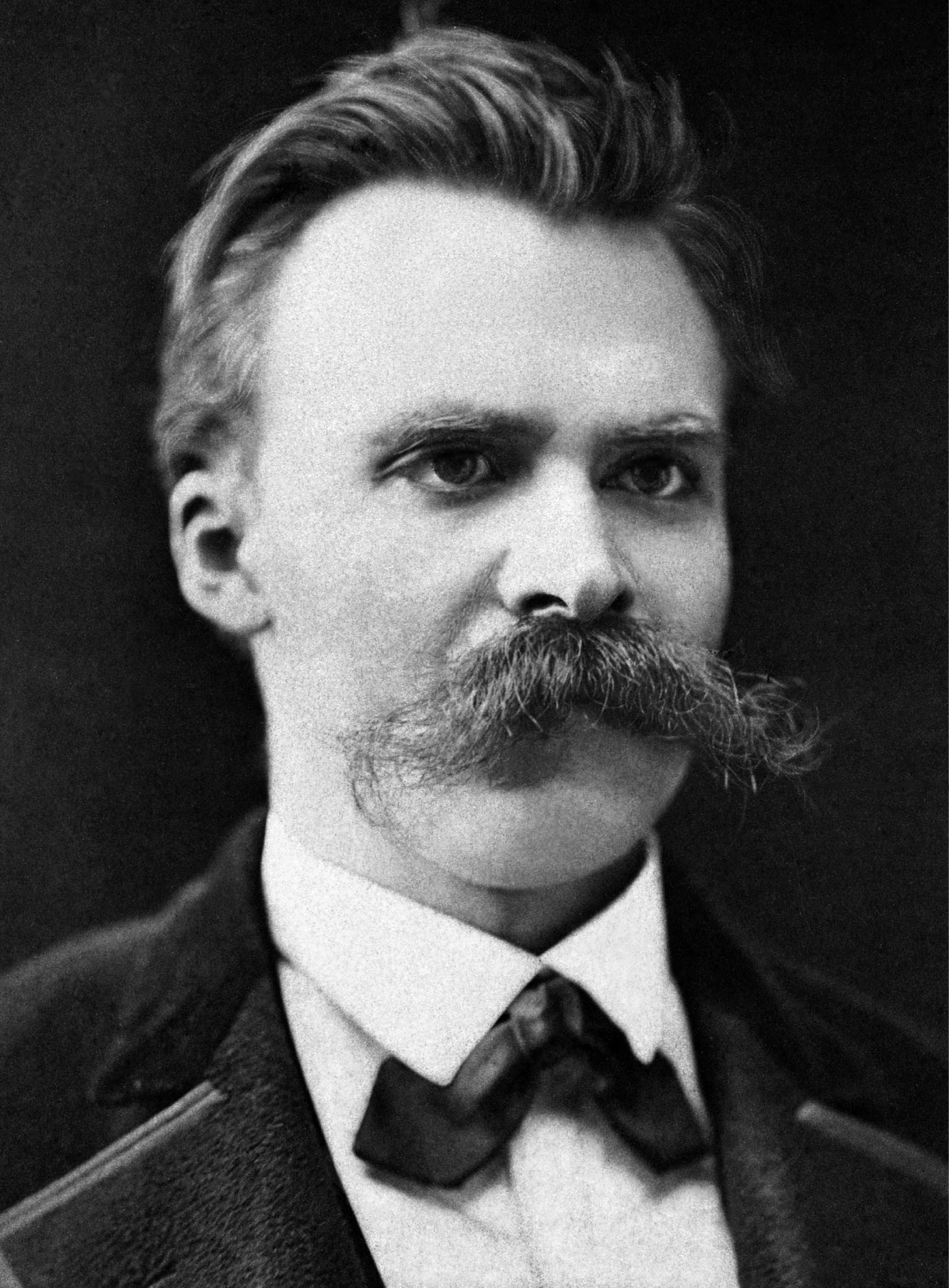
Фридрих Ницше

## Обзор
В течение последнего десятилетия XIX века Ницше часто ассоциировался с анархистскими движениями, несмотря на то, что в своих произведениях он, похоже, придерживался отрицательного взгляда на анархистов.  Это может быть результатом популярной в тот период ассоциации между его идеями и идеями Макса Штирнера.
Одной из причин ненависти Фридриха Ницше к анархистам является неприязнь идей эгалитаризма и идей левого характера, так как они ведут человека к последнему человеку - антиподу сверхчеловека, конформиста, уставшего от жизни и ищущий в ней только комфорт и безопасность. В обществе последних людей торжествует равенство, но Ницше презирает равенство, так как в равенстве, по его мнению, не найдётся место новым идеям, творчеству и индивидуальности.
Но Ницше также ненавидел и государство: в своей книге "Так говорил Заратустра", в речи "О новом кумире" Ницше презирает государство и призывает смотреть туда, где заканчивается государство.

Спенсер Саншайн пишет:
Было много вещей, которые привлекли анархистов к идеям Ницше: его ненависть к государству; его отвращение к бессмысленному социальному поведению «стад»; его антихристианство; его недоверие к эффекту как рынка, так и и государство на культурное производство; его стремление к «сверхчеловеку», то есть к новому человеку, который не должен был быть ни господином, ни рабом; его восхваление экстатического и творческого «я», с художником в качестве его прототипа, который мог бы сказать «да» созданию нового мира на основе ничего и его выдвижение «переоценки ценностей» как источника перемен, в отличие от марксистской концепции классовой борьбы и диалектики линейной истории.
Как упоминалось выше, Ницше резко критиковал государство, что является общей темой в анархистском мышлении, а также в его критике общепринятой морали, написав в «Так говорил Заратустра», что «Государство — это имя самого холодного из всех холодных монстров. Холодно оно говорит ложь, и эта ложь вылезает из его уст: «Я, государство, есмь народ». Также он говорил: «Это знамение я даю вам: каждый народ говорит на своем языке добра и зла: этого сосед не понимает. Он изобрел свой собственный язык обычаев и прав. Но государство лжёт на всех языках о добре и зле: и что оно говорит, оно лжёт - и что есть у него, оно украло».

## Макс Штирнер и Фридрих Ницше

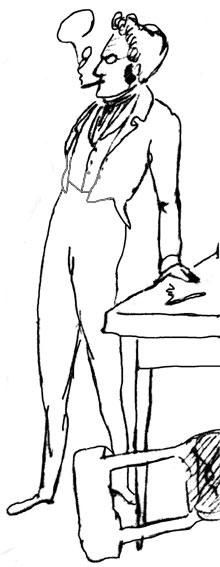
Макс Штирнер

Макс Штирнер был младогегельянским философом, чье имя «с привычной регулярностью появляется в исторически ориентированных обзорах анархистской мысли как одного из самых ранних и самых известных представителей индивидуалистического анархизма».  В 1844 году была опубликована его книга «Единственный и его собственность» (Der Einzige und sein Eigentum), которая считается «основополагающим текстом в традиции индивидуалистического анархизма».
Идеи немецких философов XIX века Макса Штирнера и Фридриха Ницше часто сравнивали, и многие авторы обсуждали очевидное сходство в своих трудах, иногда поднимая вопрос о влиянии.  В Германии, в первые годы становления Ницше как известной фигуры, единственным мыслителем, обсуждавшимся в связи с его идеями чаще, чем Штирнер, был Шопенгауэр.  Несомненно, Ницше знал о книге Штирнера «Единственный и его собственность», которая упоминалась в «Истории материализма» Ланге (1866) и «Философии бессознательного» Эдуарда фон Гартмана (1869), что и то, и другое молодой Ницше знал очень хорошо. Однако нет никаких неопровержимых указаний на то, что он действительно читал ее, поскольку ни одно упоминание о Штирнере не встречается где-либо в публикациях, статьях или переписках Ницше.
И все же, как только работы Ницше стали достигать более широкой аудитории, был поднят вопрос о том, обязан ли он влиянию Штирнеру. Еще в 1891 году (когда Ницше был еще жив, хотя и недееспособен из-за психического заболевания) Эдуард фон Гартман зашел так далеко, что предположил, что идеи Ницше являются плагиатом Штирнера. На рубеже веков мнение о том, что Ницше находился под влиянием Штирнера, было настолько широко распространено, что стало чем-то вроде банальности, по крайней мере, в Германии, что побудило одного наблюдателя отметить в 1907 году: «Влияние Штирнера в современной Германии приняло поразительный характер». пропорциях и движется в целом параллельно Ницше. Оба мыслителя считаются представителями, по существу, одной и той же философии».
Тем не менее, с самого начала того, что было охарактеризовано как «большая дискуссия»  о возможном влиянии Штирнера на Ницше – положительном или отрицательном – были отмечены серьезные проблемы с этой идеей.  К середине 20-го века, если Штирнер вообще упоминался в работах о Ницше, идея влияния часто полностью отвергалась или оставлялась как неопровержимая.
Но идея о том, что Штирнер каким-то образом повлиял на Ницше, продолжает привлекать значительное меньшинство, возможно, потому, что кажется необходимым каким-то разумным образом объяснить часто отмечаемые (хотя, возможно, поверхностные) сходства в их трудах. В любом случае, наиболее существенные проблемы с теорией возможного влияния Штирнера на Ницше не ограничиваются трудностью установить, знал ли один человек другого или читал ли его. Они также заключаются в том, чтобы точно установить, как и почему именно Штирнер мог оказать существенное влияние на такого читаемого человека, как Ницше.

## Мнение других анархистов о Ницше
В журнале "Liberty" Бенджамина Такера, американского теоретика рыночного анархизма, впервые появились переводы сочинений Ницше. Сам же Такер отзывался о Ницше так: «Ницше говорит великолепные вещи – часто, действительно, анархистские вещи – но он не анархист. он является потенциальным эксплуататором. Его идеи можно использовать с пользой, но нельзя их принимать».
Эмиль Арман использовала в своих трудах штирнеристкий и ницшеанский языки. Так. она считала анархистами тех, кто «являются пионерами, не привязанными ни к одной партии, нонконформистами, стоящими за пределами стадной морали и обычного «добра» и "зла", "асоциальное". Можно сказать, отдельный "вид". Они идут вперед, спотыкаясь, иногда падая, иногда торжествуя, иногда побежденные. Но они идут вперед, и, живя для себя, эти " эгоистов, они роют борозду, открывают лаз, через который пройдут отрицающие архизм, единственные, которые придут им на смену».
Аргентинский историк-анархист Анхель Каппеллетти сообщает, что в Аргентине: «Среди рабочих, приехавших из Европы во два первых десятилетия века, было любопытно несколько штирнеровских индивидуалистов, находящихся под влиянием философии Ницше , которые видели в синдикализме потенциального врага анархистской идеологии. Они основали [...] свои аффинити-группы, число которых в 1912 году, по словам Макса Неттлау, достигло 20. В 1911 году в Колоне появилось периодическое издание El Único , которое называло себя «Publicación individualista».
Рудольф Рокер, сторонник анархо-синдикализма, неоднократно ссылается на Ницше в своей книге «Национализм и культура», цитируя его особенно в подтверждение своих утверждений о том, что национализм и государственная власть оказывают разрушительное влияние на культуру, поскольку «культура всегда созидательна», но «власть никогда не бывает творческой». Рокер даже заканчивает свою книгу цитатой Ницше.
Мюррей Букчин в своей книге "Испанские анархисты" описывает выдающегося члена CNT-FAI Сальвадора Сеги как «поклонника ницшеанского индивидуализма, сверхчеловека, которому «все дозволено». Букчин в своем предисловии к книге Сэма Долгоффа «Анархистские коллективы» в 1973 году даже описывает реконструкцию общества рабочими как ницшеанский проект. Букчин говорит, что «рабочие должны видеть себя людьми, а не классовыми существами; как творческие личности, а не как «пролетарии», как самоутверждающиеся личности, а не как «массы». гуманизироваться именно путем привнесения «близости дружбы» в трудовой процесс, путем уменьшения роли обременительного труда в жизни производителей, а также путем тотальной «переоценки ценностей» (если использовать фразу Ницше) применительно к производству и потреблению. а также общественная и личная жизнь».
Хотя Ницше обвиняли в женоненавистничестве, он, тем не менее, вызвал восхищение двух важных писателей и активисток анархо-феминистского движения. Так обстоит дело с Эммой Гольдман и Федерикой Монтсени. Эмма Гольдман находилась под глубоким влиянием Ницше настолько, что все книги Ницше можно было заказать по почте через ее журнал «Мать-Земля». В конечном итоге взгляд Гольдман на Ницше можно резюмировать, когда она излагает это в своей автобиографии «Живи своей жизнью» : «Я указала, что Ницше был не социальным теоретиком, а поэтом, бунтовщиком и новатором. Его аристократия не была ни по рождению, ни по кошельку, она была, скорее, от духа. В этом отношении Ницше был анархистом, а все истинные анархисты были аристократами" и "[в] Вене можно было услышать интересные лекции о современной немецкой прозе и поэзии. Можно было прочитать произведения молодые иконоборцы в искусстве и литературе, самым смелым среди которых был Ницше. Магия его языка, красота его видения вознесли меня на невообразимые высоты. Мне хотелось поглотить каждую строчку его сочинений, но я была слишком бедна, чтобы купить их». Гольдман даже дошла до того, что «крестила» Ницше «почетным анархистом».
Также, Эмма Гольдман во вступительном эссе под названием «Анархизм: что он на самом деле означает» из книги «Анархизм и другие эссе » страстно защищает Ницше и Макса Штирнера от нападок среди анархистов, заявляя, что «самая обескураживающая тенденция, распространенная среди читателей, - это вырвать из произведения одно предложение как критерий идей или личности писателя. Фридриха Ницше, например, порицают как ненавистника слабых, потому что он верил в сверхчеловека. Это не приходит в голову поверхностным интерпретаторам этого гиганта/ Имейте в виду, что это видение сверхчеловека также призывало к такому состоянию общества, которое не будет порождать расу слабаков и рабов».
Федерика Монтсени была редактором испанского индивидуалистического анархистского журнала La Revista Blanca, которая позже добилась дурной славы, когда в качестве важного члена CNT-FAI была одной из четырех анархистов, занявших посты в правительстве Народного фронта Испании. «Ницше и Штирнер, а также драматург Ибсен и анархист-географ Элизе Реклю — были ее любимыми писателями, по словам Ричарда Керна (в книге «Красные годы / черные годы: политическая история испанского анархизма», 1911–1937). Керн говорит, что она считала, что «эмансипация женщин приведет к более быстрой реализации социальной революции» и что «революция против сексизма должна исходить от интеллектуальных и воинственных «женщин будущего». Согласно этой ницшеанской концепции Федерики Монтесени, женщины могли через искусство и литературу осознать необходимость пересмотра своей роли».

## Экзистенциалистский анархизм

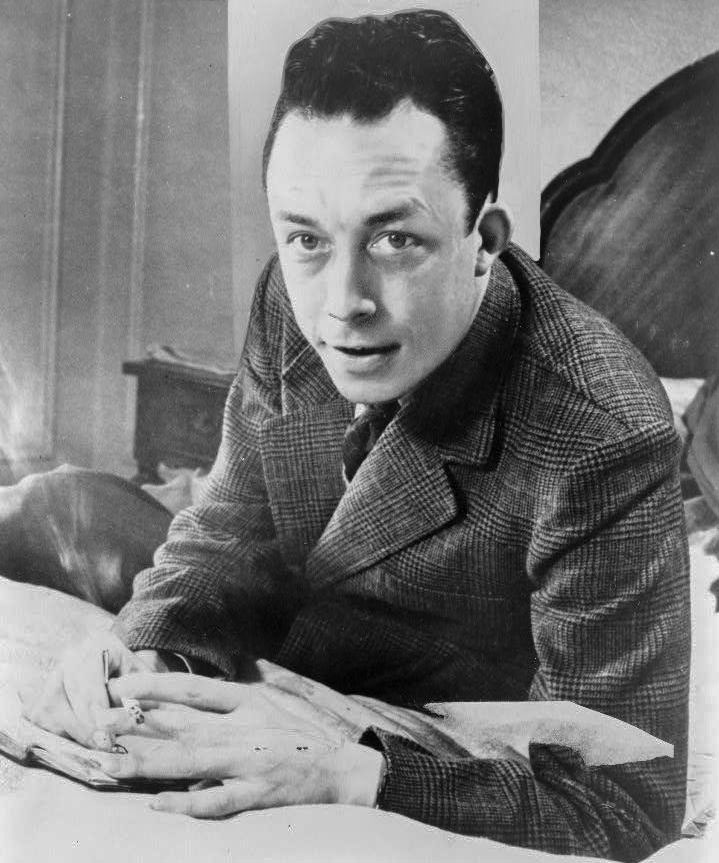
Альбер Камю

Помимо того, что Альбер Камю был экзистенциалистом, он также известен как ярый критик марксизма и основанных на нем режимов, а также симпатизирующий идеям анархизма и критик современного капиталистического общества и фашизма. «Бунтарь» Камю (1951) представляет анархистский взгляд на политику,  на который повлиял как Ницше, так и Макс Штирнер. «Как и Ницше, он питает особое восхищение греческими и персидскими героическими ценностями и пессимистично относится к классическим добродетелям, таким как мужество и честь. То, что можно назвать романтическими ценностями, также заслуживает особого уважения в его философии: страсть, погруженность в бытие, чувственный опыт, слава. момента, красота мира».  «Генеральный секретарь Анархистской федерации Жорж Фонтени также сделал рецензию на книгу Камю [Бунтарь] в Le Libertaire. На заглавный вопрос: «Является ли восстание Камю таким же, как наше?», Фонтени ответил, что да.
В Соединенном Королевстве Герберт Рид, находившийся под сильным влиянием Макса Штирнера и позже приблизившийся к экзистенциализму, высказывался о Ницше: «Именно Ницше первым заставил нас осознать значение личности как термина в эволюционный процесс — в той части эволюционного процесса, которая еще должна произойти».

## Постлефтизм и повстанческий анархизм
Постлевый анархист Хаким Бей, объясняя свою основную концепцию иммедиатизма, говорит, что «проникновение в повседневную жизнь чудесного — создание «ситуаций» — принадлежит «материально-телесному принципу» и воображению, и к живой ткани настоящего... Индивидуум, осознающий эту непосредственность, может до некоторой степени расширить круг удовольствия, просто пробудившись от гипноза «Призраков» (как Штирнер называл все абстракции); и все же большего можно достичь с помощью «преступления» и еще больше — путем удвоения самости в сексуальности . «Страстная серия», удваивая и удваивая самих себя, в то время как Другой умножает себя в эросе группы».
Ницшеанская критика политики идентичности была представлена восставшим анархистом Фералом Фауном в «Идеологии виктимизации», когда он утверждает, что существует «феминистская версия идеологии виктимизации — идеология, которая поощряет страх, индивидуальную слабость (и, следовательно, зависимость от идеологически обоснованной поддержки). групп и патерналистской защиты со стороны властей)»,  но, в конце концов, «как и все идеологии, разновидности идеологии виктимизации являются формами ложного сознания. Принятие социальной роли жертвы – в какой бы то ни было из Все движения частичного освобождения – феминизм, освобождение геев, расовое освобождение, рабочие движения и т.д. Из-за этого эти движения не только не включают в себя изменение взглядов, которое разрушает социальные роли и позволяет людям создавать практику, основанную на их собственных страстях и желаниях; на самом деле они работают против такого изменения точки зрения. «Освобождение» социальной роли, которой подчиняется индивид».

## Постанархизм
Постанархизм — это современный гибрид анархизма и постструктурализма. Постструктурализм сам по себе находится под глубоким влиянием Ницше и его главных мыслителей, таких как Мишель Фуко и Жиль Делёз, а также раннего влияния Жоржа Батая на этих авторов. Тем не менее, в рамках постанархизма британец Сол Ньюман написал статью под названием «Анархизм и политика ресентимента», в которой он отмечает, что Ницше «считает анархизм отравленным в корне ядовитым сорняком ресентимента — злобной политикой ресентимента». слабый и жалкий, мораль раба», и поэтому его эссе решает «серьезно отнестись к его обвинениям против анархизма».  И поэтому он предлагает, как «анархизм мог бы стать новой «героической» философией, которая больше не является реактивной, а, скорее, создаёт ценности» и предлагает понятие сообщества, которое «активной власти – сообщества "господинами", а не "рабами". Это будет сообщество, которое будет стремиться преодолеть само себя, постоянно трансформируя себя и упиваясь знанием своей силы сделать это".  С другой стороны, сторонник постмодернистского анархизма Льюис Колл написал эссе под названием «К анархии становления: Ницше» , в котором он утверждает, что «несмотря на враждебность Ницше к анархизму, его сочинения содержат все элементы анархистская политика девятнадцатого века [...] Ницше развязывает другой вид анархии, анархию становления. Уча нас, что мы должны следовать вечному проекту самопреодоления и самосозидания, постоянно теряя и оказываясь в реке Эти двойные анархии, критическая анархия субъекта и утвердительная анархия становления, составляют основу постмодернистского ницшеанского анархизма".
Французский анархист и философ-гедонист Мишель Онфрэ использовал термин «постанархизм» для описания своего подхода к политике и этике. Он сказал, что майские беспорядки 1968 года были «ницшеанским восстанием, направленным на то, чтобы положить конец раскрытой «Единой» истине и доказать разнообразие истин, чтобы заставить исчезнуть аскетические христианские идеи и помочь возникнуть новым возможностям существования». В 2005 году он опубликовал эссе «О трагической мудрости – Эссе о Ницше».
Согласно более позднему исследованию Доминика Митинга, который сравнил анархистское прочтение философии Ницше в Германии, Великобритании и США между 1890 и 1947 годами, «неправда, что постанархисты внесли что-то существенно новое, когда они включили Ницшеанские идеи в их варианты анархизма. Скорее, многие классические анархисты, которые учились у Ницше, уже отвергли типичные современные идеи, например, эссенциалистские онтологии. Просто постанархистам не хватает детального знания классической анархистской мысли».